# Typ 2 Ke-To
Der Typ 2 Ke-To (jap. 二式軽戦車 ケト, Nishiki keisensha Ke-To) war ein japanischer leichter Panzer im Zweiten Weltkrieg, der von 1942 (Kōki 2602, daher die Typbezeichnung) bis 1945 vom Kaiserlich Japanischen Heer eingesetzt wurde.:18

## Geschichte
Während der ersten Kriegsjahre des Zweiten Japanisch-Chinesischen Krieges lag die Hauptlast der Panzeraufgaben auf dem Typ 95 Ha-Gō. Obwohl der Typ 95 im Allgemeinen als ausgereiftes und zuverlässiges Fahrzeug galt, war seine Panzerung zu dünn und anfällig bei Beschuss durch schweres Maschinengewehrfeuer. 1938 wurde damit begonnen, einen neuen leichten Panzer zu entwickeln, um den Ha-Go zu ersetzen. Der neue leichte Panzer sollte ein ähnliches Gewicht wie der Ha-Go, jedoch eine stärkere Panzerung haben.:18 Das Programm wurde zwischen den beiden Hauptproduzenten des Ha-Gos, Hino-Motorenwerke und Mitsubishi, ausgeschrieben.
Nachdem die ersten Prototypen begutachtet worden waren, fiel die Entscheidung auf das Modell von Hino, Chi-Ni Model A genannt, da es bessere Geländegängigkeit bewies. Der Panzer erhielt die Bezeichnung Typ 98 (Kōki 2698), doch wurde sein Produktionsstart auf 1942 verschoben, da das Heer noch keine Notwendigkeit für das neue Modell sah. Selbst als mit der Produktion begonnen wurde, kam es nie zu hohen Produktionszahlen, da immer noch die Produktion des Typ 95 Ha-Go Vorrang hatte. Um dem neuen Panzer endgültig Produktionspriorität zu verschaffen, wurde der Turm vergrößert, um dem Kommandanten mehr Platz zu verschaffen und zusätzlich die 37-mm-Panzerabwehrkanone Typ 1 mit einer Mündungsgeschwindigkeit von 800 m/s eingebaut. Dies gab 1944 den Ausschlag, die Produktion auf den Typ 2 zu konzentrieren. Für eine hohe Stückzahl war es jedoch zu spät und nur 29 bzw. 34:17 Exemplare wurden fertiggestellt, im Vergleich zu der Produktionsstückzahl des Ha-Gos von 2300 verschwindend gering.

## Einsätze
Die wenigen produzierten Exemplare waren vorgesehen, bei den Gleiter-Regimentern der Fallschirmtruppe des Heeres (siehe Gliederung der Dai-1 Teishin Shūdan) eingesetzt zu werden. Da jedoch der Bau der dazu nötigen Gleiter nie stattfand, verblieben die Typ 2 Ke-Tos auf dem japanischen Festland und nahmen nie an einem Gefecht teil.:18

## Technik
Um Kosten und Material zu sparen, wurde beim Typ 2 das Laufwerk leicht verändert. Die Laufrollenaufhängung erfolgte ohne äußere Haltebügel und die Federung wurde wieder außen angebracht. Für die Kette wurde auf eine Einheitskette zurückgegriffen, die auch von vielen Zugmaschinen und kettengetriebenen Transportfahrzeugen verwendet wurde. Auf Wunsch der Panzertruppe wurde der Turm zylindrisch ausgeführt, um der Besatzung mehr Bewegungsfreiheit zu geben.